# Mikaelikyrkan, Arvika

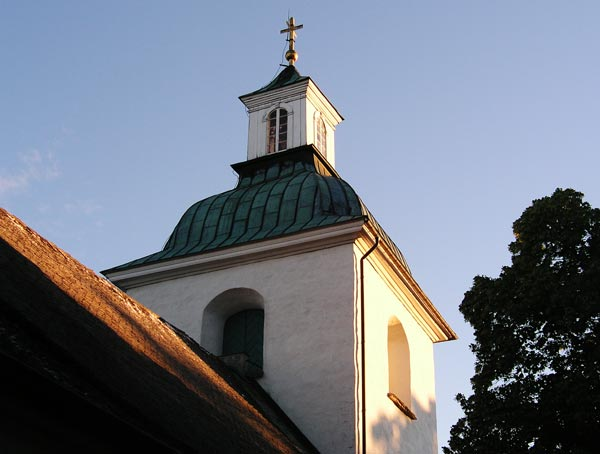
Västtornet

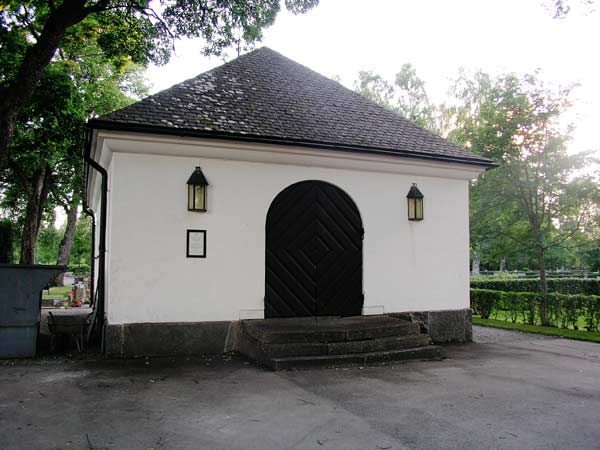
Gravkapellet från 1923

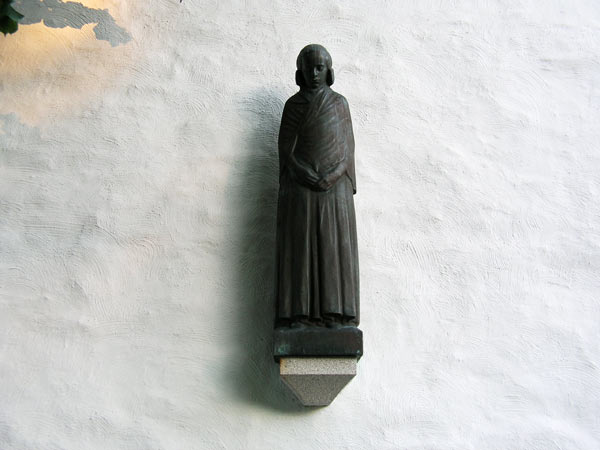
Ödmjukhet av Christian Eriksson

Mikaelikyrkan i Arvika tillhör Arvika-Ny församling, Karlstads stift. Kyrkan ligger vid Kyrkviken, en vik av Glafsfjorden.

## Kyrkobyggnaden
Kyrkan ligger vid Kyrkviken, en vik av Glafsfjorden.
Den äldsta partierna i den nuvarande stenkyrkan i Arvika härrör från 1600-talets mitt, men föregicks av en medeltida träkyrka som var helgad åt S:t Mikael. Muntlig tradition gör gällande att träkyrkan först stått på gården Dotteviks mark, men sedan flyttats till den nuvarande kyrkplatsen.
Den befintliga stenkyrkan består av rektangulärt långhus med tresidigt avslutat korparti, vidbyggd sakristia i norr samt västtorn. Ingång i väster samt mitt på långhusets nordsida (den forna sydportalen fungerar nu som dopnisch). Kyrkan påbörjades 1647, men var ännu inte på 1680-talet helt färdigställd. Dess nuvarande planform härrör från en radikal ombyggnad under 1780-talet, delvis efter C. F. Adelcrantz ritningar, då korpartiet fick tresidig avslutning samt västtorn och sakristia tillbyggdes.
Kyrkans exteriör har därefter förändrats i marginell omfattning och framstår som ett typiskt exempel på kyrkobyggandet under den gustavianska perioden. Kyrkans murar är vitputsade såväl utvändigt som invändigt och genombryts av stickbågiga fönsteröppningar. Kyrkorummet täcks av ett brädvalv med markerad taklist. Februari 1865 fick artisten Kumlin fria händer att omskapa och förbättra helgonen på predikstolen och altartavlan. Vid den genomgripande restaureringen 1947 i samband med kyrkans 300-årsjubileum avlägsnades en senare övermålning i vitt och guld av altaruppsats och predikstol och den ursprungliga polykromin togs fram, båda arbeten från 1700-talets mitt av den i Värmland flitigt anlitade bildhuggaren Isak Schullström.

## Inventarier
- Altaruppsatsen är gjord av Isak Schullström 1765
- Nuvarande bänkinredning sattes dit 1947.
- Dopfunten är skapad av Bror Sahlström och Ola Eriksson 1904.

- Predikstolen av Isak Schullström är från 1739.

På kyrkans nordsida sitter en staty Ödmjukhet av Christian Eriksson. Konstnären är begravd alldeles framför statyn.

### Orglar
- 1840 byggde Erik Adolf Setterquist i Hallsberg en mindre orgel där delar från en annan orgel ingick.[2]
- 1868 byggde Erik Adolf Setterquist i Örebro en orgel med 12 stämmor.
- Den nuvarande läktarorgeln är byggd 1938 av Olof Hammarberg i Göteborg och är en pneumatisk piporgel. Orgeln har fria och fasta kombinationer och en registersvällare.

| Huvudverk I C-g3 | Svällverk II C-g3 | Pedal C-f1        | Koppel   |
| Kvintadena 16’   | Rörflöjt 8’       | Subbas 16’        | II/I     |
| Principal 8’     | Salicional 8’     | Gedacktpommer 16’ | I/P      |
| Borduna 8’       | Principal 4’      | Oktava 8’         | II/P     |
| Oktava 4’        | Gemshorn 4’       | Gedackt 8’        | II 16'/I |
| Flöjt 4’         | Kvinta 2 2⁄3’     | Oktava 4’         | II 4'/I  |
| Oktava 2         | Blockflöjt 2’     | Basun 16’         | II 4'/P  |
| Mixtur IV        | Cymbel III        |                   |          |
| Trumpet 8’       | Oboe 8’           |                   |          |

- Kororgeln är från 1977 byggd av Grönlund orgelbyggeri och är mekanisk.

| Huvudverk C-g3 | Svällverk C-g3 | Pedal         | Koppel |
| Rörflöjt 8’    | Gedakt 8’      | Subbas 16’    | II/I   |
| Principal 4’   | Rörflöjt 4’    | Principal 8’  | I/P    |
| Spetsflöjt 4’  | Principal 2’   | Kvintadena 4’ | II/P   |
| Waldflöjt 2’   | Cymbel 2 ch    | Fagott 16’    |        |
| Mixtur 3 ch    | Krumhorn 8’    |               |        |
|                | Tremulant      |               |        |

På inskription över bröstverket står det: Ecce Ancilla Domini = Se Herrens tjänarinna.

## Övriga byggnader
Gravkapellet på kyrkogården byggdes år 1923, till kyrkan hör också ett sockenmagasin och en sockenstuga. Kyrkogården inhägnas av en kallmur.